# Сельское поселение Новая Кармала
Сельское поселение Новая Кармала — муниципальное образование в Кошкинском районе Самарской области.
Административный центр — село Новая Кармала.

## Административное устройство
В состав сельского поселения Новая Кармала входят:
- село Новая Кармала,
- село Старая Кармала,
- село Старое Юреево,
- село Юмратка,
- посёлок Мельничная Поляна,
- посёлок Моховой,
- посёлок Ульяновка.